# Ardisia laevigata
Ardisia laevigata là một loài thực vật có hoa trong họ Anh thảo. Loài này được Blume mô tả khoa học đầu tiên năm 1826.